# Monumento del viaducto de Newkirk
El Monumento del viaducto de Newkirk (también, Monumento de Newkirk) es un obelisco de mármol blanco de 4,5 m de altura ubicado en el vecindario de West Philadelphia de la ciudad de Filadelfia, en el estado de Pensilvania (Estados Unidos). Instalado en 1839, tiene inscritos los nombres de 51 constructores y ejecutivos ferroviarios, entre otros datos.
Diseñado por Thomas Ustick Walter, un futuro arquitecto del Capitolio, el monumento fue erigido por el Ferrocarril de Filadelfia, Wilmington y Baltimore para marcar la finalización de un puente que cruza el río Schuylkill y la primera línea de ferrocarril al sur de Filadelfia. El monumento, que originalmente se encontraba a unos 210 m de la orilla del río, se trasladó en algún momento después de 1927 a unos 182 m tierra adentro, donde permaneció durante décadas junto a la línea principal que se convirtió en el Corredor Noreste de Amtrak. En 2016, se trasladó a su ubicación actual, a unos 30 m de la orilla del río en el extremo norte de la sección Bartram's Mile del Schuylkill River Trail.

## Historia
El monumento conmemora la finalización en 1838 del viaducto de Newkirk, también llamado puente de ferry de Gray, sobre el río Schuylkill. El puente completó la primera línea ferroviaria directa entre Filadelfia y Baltimore, las cuales que eran muy paralelas a King's Highway, la principal ruta terrestre hacia el Sur.
El 14 de agosto de 1838, la junta directiva de PW&B decidió nombrar el puente en honor al presidente de la compañía, Matthew Newkirk (1794-1868), un líder empresarial y cívico de Filadelfia, y encargar un monumento en su extremo oeste. (A principios de año, la compañía le dio a Newkirk una placa de plata por valor de 1000 dólares (25 447 dólares de hoy) como recompensa por organizar la fusión de cuatro ferrocarriles que juntos construyeron la línea Filadelfia-Baltimore.
Diseñado por Thomas Ustick Walter, quien diseñaría la cúpula del Capitolio de los Estados Unidos, el monumento de mármol blanco consta de siete piezas de piedra tallada que se mantienen unidas simplemente por el peso y la fricción, no reforzadas, por ejemplo, con pasadores de metal.. La pieza superior, un obelisco de 2,1 m de altura, pesa alrededor de 6000 libras, mientras que la base de 1,5 m y otras piezas pesan un total aproximado de 12 000 libras.  El obelisco y la base están inscritos con los nombres de 51 hombres, incluidos altos funcionarios de los cuatro ferrocarriles y varios empleados que ayudaron a construir el puente y la vía férrea.
El monumento se instaló a lo largo del acceso occidental al puente y se rodeó de una valla baja de hierro. Una cuenta de 1895 describe su ubicación como "en un banco alto en el ángulo formado por el cruce del ferrocarril de Filadelfia, Wilmington y Baltimore y la sucursal de Chester del Ferrocarril de Filadelfia y Reading, justo debajo del extremo occidental del puente Gray's Ferry". Se puso a unos 213 m del río Schuylkill.
En 1872, PW&B construyó una nueva línea principal al oeste del viaducto. Arrendó su antigua línea al Ferrocarril de Filadelfia y Reading, que construyó una pequeña terminal ferroviaria que rodeaba el monumento.
Después de medio siglo, el monumento había caído en la oscuridad, excepto quizás para los vándalos. "Rodeando la estructura hay una valla de hierro para protegerla del vandalismo, pero, sin embargo, ha sido un blanco frecuente de matones irresponsables", escribió el Philadelphia Inquirer en 1896. En 1900, el Registro de Filadelfia escribió sobre el monumento: "Debido a su inaccesibilidad y al denso follaje, casi nunca se ve".

### Mudanza de 1930
En enero de 1926, Pennsylvania Railroad estaba haciendo planes para mover el monumento "debido a las instalaciones de patio adicionales que se requieren en ese momento. El entendimiento es que se colocará en el sitio actual de la estación de ferry de Gray. El departamento de ingeniería del Ferrocarril de Pensilvania tiene el asunto a cargo".
Una foto aérea de mayo de 1927 lo muestra todavía en su ubicación original. Pero actualmente, se trasladó al sitio de la estación ahora demolida, a lo largo de la línea principal de 1872, justo al noreste del puente de la calle 49. Parece que se movió en septiembre de 1930, cuando un lector preguntó al Inquirer sobre "un monumento al lado del ferrocarril de Pensilvania cerca del primer cruce elevado que se encuentra alrededor de la calle 48 o 50". (En 1939, un empleado jubilado del Ferrocarril de Pensilvania, tal vez habiendo olvidado el año real de la mudanza, le dijo al Delaware County Daily Times que el monumento había sido movido a fines de 1917 para dar paso al "Ferrocarril de Hog Island", formalmente, el 60th Street Branch del Ferrocarril de Pensilvania, y que a tres de las hijas de Newkirk se les había pedido permiso para mudarse).
Durante las siguientes ocho décadas, el monumento estuvo casi abandonado, en mal estado y casi olvidado, aunque era visible para los pasajeros que viajaban en el Corredor Noreste de Amtrak o en los trenes SEPTA Regional Rail en la Línea del Aeropuerto y la Línea Wilmington/Newark.

### Mudanza de 2016
En 2013, el interés en el Monumento de Newkirk se reavivó con un par de artículos escritos por Bradley Peniston para Hidden City Philadelphia, una organización local sobre el entorno construido. Los artículos exploraron la importancia del monumento y sugirieron que se trasladara a un sitio más visible. En los años siguientes, la idea fue adoptada y llevada a cabo por una gran cantidad de entidades públicas y privadas, incluidas Amtrak, Philadelphia Parks & Recreation, Schuylkill River Development Corporation, los arquitectos paisajistas Andropogon Associates, los planificadores PennPraxis, los conservadores Materials Conservation y los motores. con la compañía George Young. El 17 y 18 de noviembre de 2016, el monumento se trasladó a una nueva plataforma de hormigón a lo largo de la sección "Bartram's Mile" en construcción del sendero del río Schuylkill.

## Galería

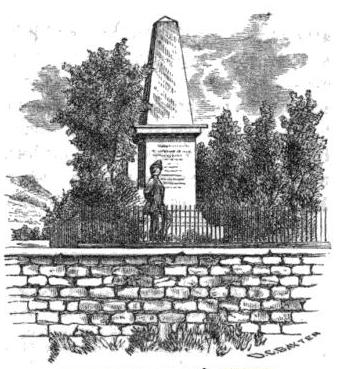
Dibujo de 1856
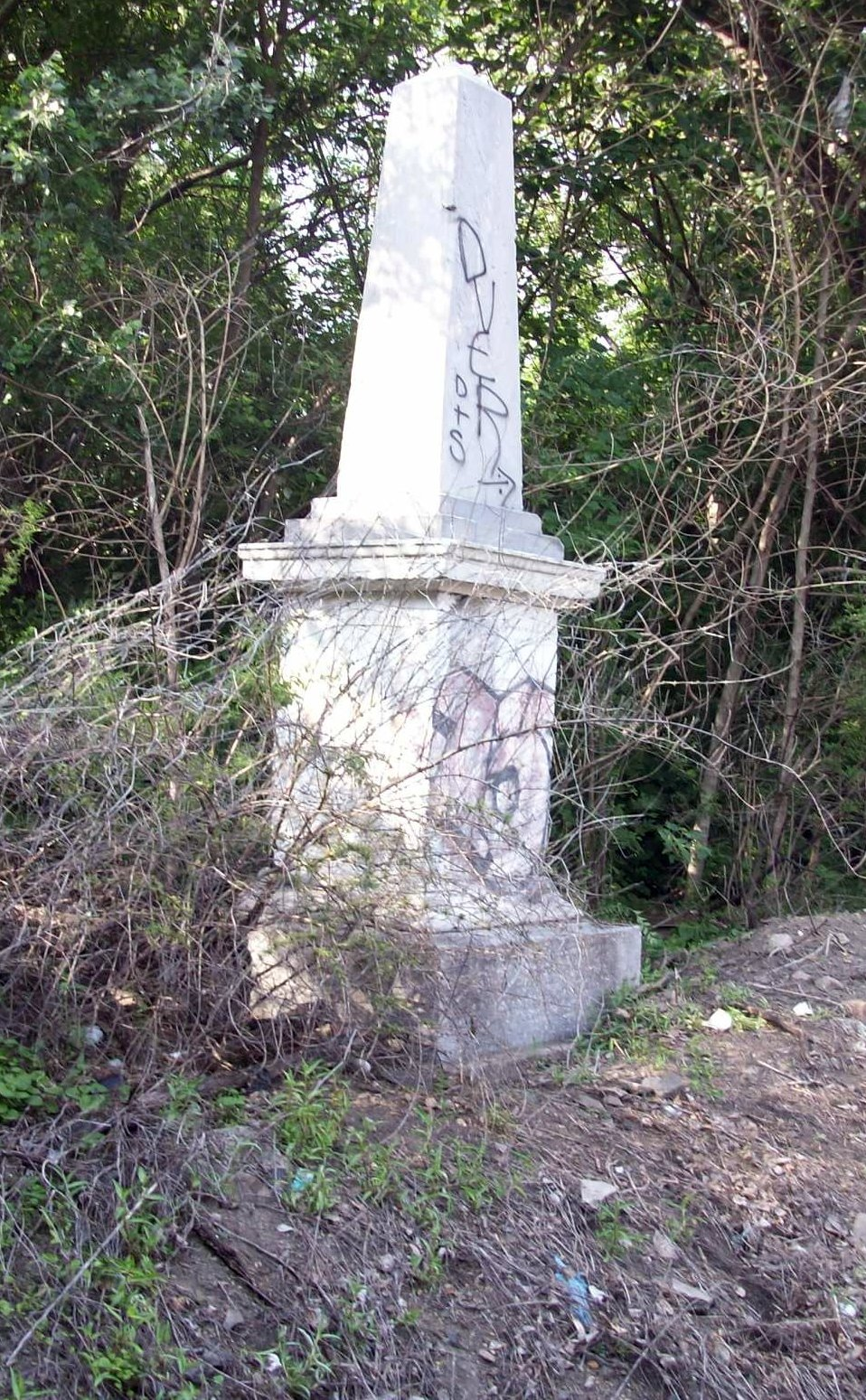
En 2009
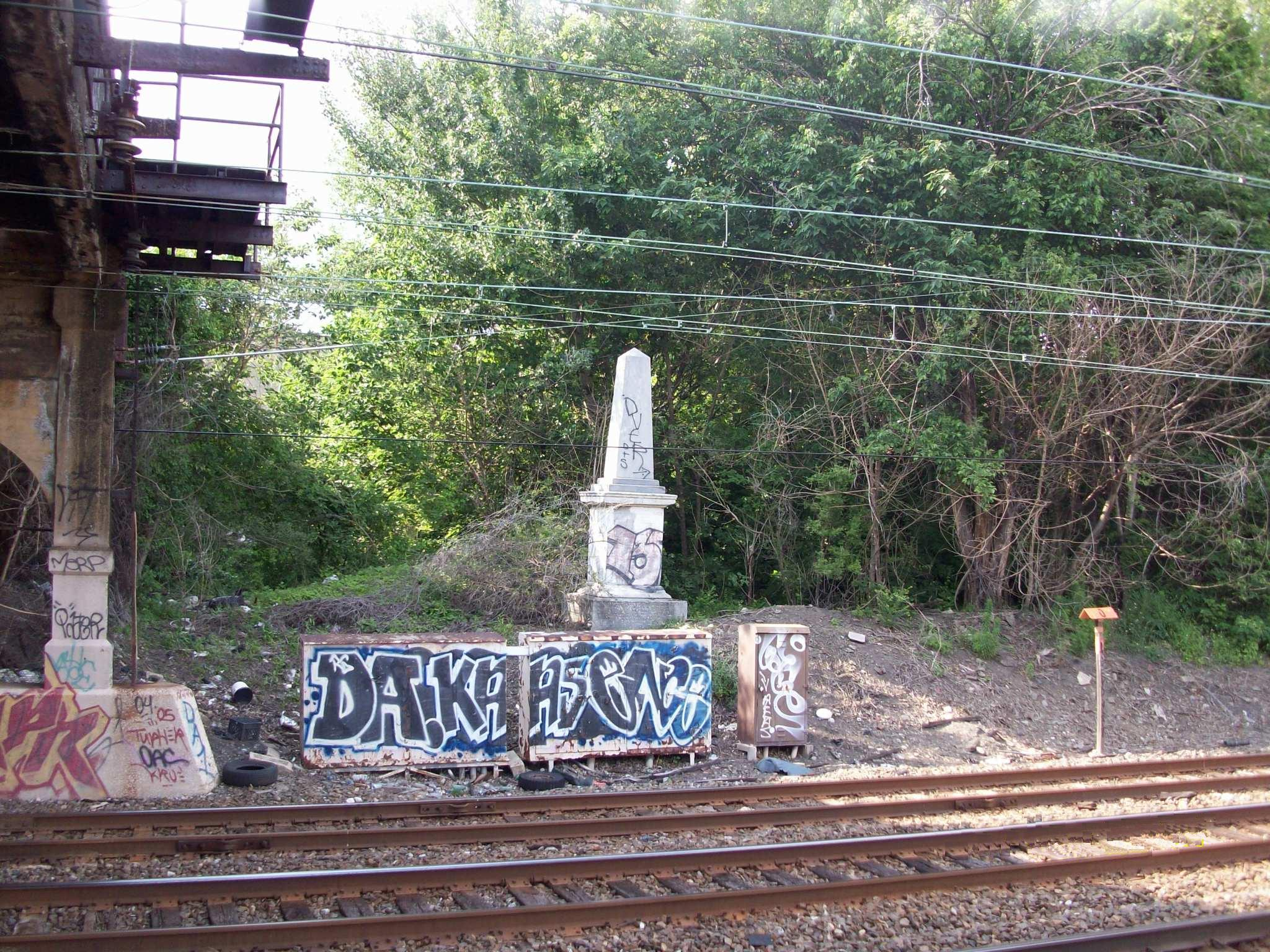
Visto desde las vías en 2009